# Eskortni rušilec
Eskortni rušilec je rušilec, ki je opremljen in oborožen za potrebe spremljanja ladijskih konvojev in pomorskih bojnih skupin ter za varovanje le-teh.
Eskortni rušilec je majhna, počasna vojna ladja (v primerjavi s prvorazrednimi bojnimi ladjami) namenjena za spremljanje konvojev trgovskih ladij, prvotno za trgovsko mornarico Združenih držav v drugi svetovni vojni. Njegov osnovni namen je protipodmorniško vojskovanje, delno pa tudi zaščita pred napadi zračnih plovil in manjših ladij. Po navadi so opremljeni z močnimi motorji, ki jim omogočajo kratkotrajne hitre premike in z arzenalom protipodmorniških orožij.
Združene države so zgradile približno 457 eskortnih rušilcev razširjenih čez 8 razredov.

## Primerjave
Enačica kraljeve vojne mornarice je bila poznana kot fregata, ameriškim eskortnim rušilcem druge svetovne vojne so bile primerljive britanske fregate razredov Captain, Ewarts, River (v vojni mornarici ZDA razred Colony), pa tudi malo večje korvete razreda Castle.